# De bende van Moemoe
De bende van Moemoe is het 41e stripverhaal van De Kiekeboes. De reeks wordt getekend door striptekenaar Merho. Het album verscheen in 1987.

## Verhaal
Moemoe en een kennis van haar, Achille De Kneuter, worden door een dief overvallen. Ze besluiten samen met een vriendin, Mie Rakel, een bende op te richten die bontjassen steelt om zich op de maatschappij te wreken en ook hun pensioen aan te vullen. Fanny heeft inmiddels een relatie met Aart Appel, een anti-bontactivist met wie ze anti-bontacties op touw zet. Charlotte ondergaat ondertussen een gedaanteverwisseling en laat zich een ander kapsel en outfit aanmeten omdat men haar anders niet wil aannemen in een kledingzaak. Zo ziet ze er op slag een heel pak jonger uit. Uiteindelijk komt men Moemoe en haar bende toch op het spoor. Het gezin Kiekeboe en Aart Appel besluiten in de rechtszaak van haar bontdiefstallen een verzetsdaad tegen het kopen van bont te maken, waardoor ze alle drie vrijuit gaan.